# Tomášovce (okres Lučenec)
Tomášovce jsou obec na Slovensku, v okrese Lučenec v Banskobystrickém kraji. První písemná zmínka o obci pochází roku 1293. Žije zde přibližně 1 400 obyvatel.
V obci se nachází římskokatolický kostel svatého Petra a Pavla a moderní evangelický kostel.